# Ruth Lara
Ruth Manuela Pflüger Rosenberg épouse Lara (17 septembre 1936-25 octobre 2000) est une éducatrice, mathématicienne, traductrice et militante luso-angolaise. Elle devient Première dame d’Angola lorsque son mari Lúcio Lara, assume par intérim la présidence pendant neuf jours après la mort d’Agostinho Neto.
Elle contribue à la création de l’un des premiers manuels d’alphabétisation produits par des Angolais et, aux côtés de son mari, prend en charge la rédaction de documents historiques relatifs au processus de décolonisation de l’Angola pendant la guerre d'indépendance.

## Biographie

### Origines et débuts
Lara naît le 17 septembre 1936 à Lisbonne, de parents allemands, Lotte et Hermann Pflüger; persécutés par le régime nazi et  réfugiés au Portugal.
Élève au lycée français de Lisbonne, elle rejoint l’aile jeunesse du Mouvement d’unité démocratique et commence à s’opposer au régime de l’Estado Novo d’António Salazar.
Elle intègre des groupes proches du compositeur et militant communiste Fernando Lopes-Graça jusqu’en 1953. C’est à cette période qu’elle rencontre l’étudiant angolais Lúcio Lara, figure importante du mouvement anticolonial en Angola.

### Parcours politique
Les Lara découvrent par la suite qu’ils sont surveillés par la police secrète du régime de l’Estado Novo, la Police internationale et de défense de l’État (PIDE). En mars 1959, ils quittent Lisbonne pour l’Allemagne de l’Ouest, puis s’installent en Allemagne de l’Est, où ils bénéficient de l’asile et du soutien de la famille de Ruth, les Pflüger et les Rosenberg. Lúcio parvient alors à échapper à la police secrète et voyage à Rome, Tunis, Rabat et Casablanca, tandis que Ruth reste en Allemagne de l’Est,.
Après que Lúcio s’établit à Casablanca, Ruth le rejoint au Maroc en passant par la France. La famille s’installe ensuite à Conakry, où Lúcio dirige le premier bureau international du Mouvement populaire pour la libération de l'Angola (MPLA) en Afrique.
La même année, Ruth accompagne son mari à Kinshasa, où Lúcio travaille au siège du parti. Ils rejoignent ensuite Brazzaville avec l’ensemble du MPLA pour y rétablir le siège du parti. Leur troisième et dernier enfant biologique, Bruno Lara, y naît. Ruth y enseigne les mathématiques au Liceu Mafua-Virgile.
L’importance de Ruth au sein du MPLA s’accroît entre 1964 et 1965, où elle devient l’une des principales traductrices et éducatrice du parti. Avec Guida Chipenda, elle contribue à la création du premier manuel d’alphabétisation élaboré par des Angolais.
Le jour de l'indépendance (en), Ruth, aux côtés d’Henrique Onambwé, Joaquina et Cici Cabral, contribue à la création du drapeau angolais.
Après l’indépendance, Agostinho Neto lui confie diverses missions liées à l’éducation politique en collaboration avec l’État angolais, puis la nomme en 1979 à la tête du Département de formation du personnel du MPLA. Elle contribue également à la mise en place d’un programme d’envoi d’étudiants angolais à l’étranger.  La même année, à la suite de la mort d’Agostinho Neto,, son mari assure la présidence intérimaire de l’Angola.
En 1982, alors qu’elle dirige le Département de formation du personnel, elle entre en conflit avec le nouveau président angolais, José Eduardo dos Santos, pour avoir autorisé la préparation et la représentation obligatoire d’une pièce satirique le visant, un épisode connu sous le nom de «caso da Peça e do Quadro»,,.  Elle est par la suite démise de ses fonctions au sein du parti,, avant de réintégrer ultérieurement le MPLA.
Elle poursuit ensuite son engagement comme traductrice et au sein d’une organisation dédiée à la préservation de la mémoire du processus de décolonisation angolaise.
Avec son mari Lúcio, elle fonde l’Associação Tchiweka de Documentação (ATD), à laquelle elle se consacre jusqu’à sa mort.

### Vie privée
À partir de 1953, Ruth fréquente Lúcio et l’épouse en juillet 1955. Leur premier enfant, Paulo, naît à Lisbonne en 1956, période durant laquelle elle entame des études de mathématiques. Le couple devient également parrain et marraine d’Agostinho Neto et de Maria Eugénia Neto, qui se marient en 1958,.
En 1960, les Lara adoptent trois enfants de Brazzaville : José da Silva Lara, Júnior Cadete Lara et Jean-Michel Mabeko-Tali Lara. Ils adoptent par la suite trois enfants angolais: José Katuya Lara (Vantagem Lara), Catarina Lara (Valia Lara) et Paulo Samba Lara.
Lara meurt d’un cancer le 25 octobre 2000 à Luanda.

## Note et Références